# Skedvi/Säter IF
Skedvi/Säter IF är ett hockeylag från Säter i Dalarna. Föreningen grundades 2001 genom en sammanslagning av Säters IF och Stora Skedvi IK. Laget spelade i Division 1 säsongen 2013/2014. Sedan 2014 spelar man i Hockeytvåan och har ännu inte lyckats ta sig tillbaka till Hockeyettan.